# Daniela Bianchi

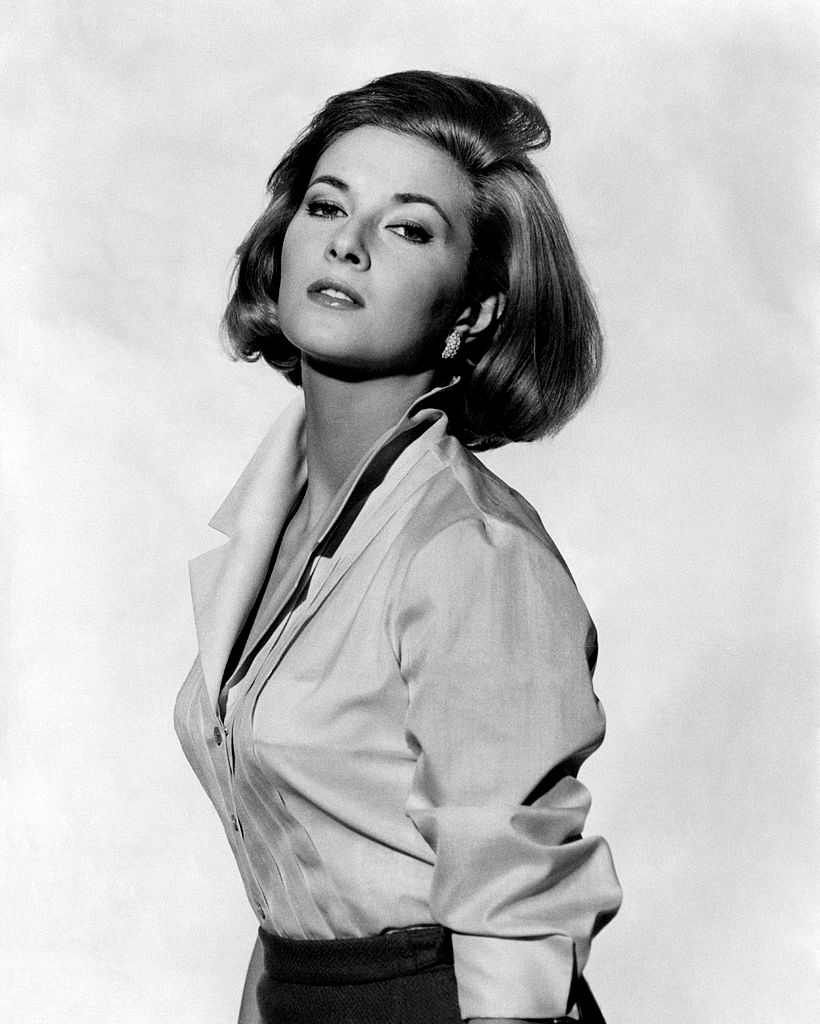
Daniela Bianchi (Desde Rusia con amor), 1963.

Daniela Bianchi (Roma, 31 de enero de 1942) es una actriz italiana y Miss Fotogénica en Miss Universo 1960 que se hizo famosa por su belleza y su actuación como chica Bond en la película From Russia with Love (1963).

## Biografía
Nacida en plena Segunda Guerra Mundial, es hija de un coronel del ejército italiano, primeramente estudió ballet antes de aceptar el desafío de postularse a Miss Universo como Miss Italia donde salió en tercer lugar.
Hizo un par de filmes en su tierra natal antes de ser elegida Miss fotogénica por la prensa de su país en 1959. Se presentó al concurso Miss Universo en 1960 y resultó elegida reina del certamen como 'Miss Fotogénica'.
Terence Young, uno de los directores de la serie Bond, buscaban a la intérprete de Tatiana Románova en el filme Desde Rusia con amor, en 1962 y citaron a un casting a Bianchi, pero ella rehusó ir ya que estaba con un resfriado en cama. Virtualmente los productores tuvieron que ir al domicilio de Bianchi y realizaron un casting con ella en cama y resultó elegida por su notable proyección escénica, su innegable belleza y encanto, dotes necesarias para interpretar al personaje clave del filme. Para este mismo papel también se barajó a Virna Lisi, quien afirma que rehusó hacerlo, arrepintiéndose después.
El único detalle fue su voz ( algo grave) que no era acorde a la imagen femenina de la agente rusa que interpretaba y tuvo que ser doblado por una doble de voz. Aun así,  la actuación de Bianchi resultó muy convincente y el filme tuvo un gran éxito. 
Participó en la serie estadounidense de TV. Dr. Kildare junto a Richard Chamberlain entre 1964 y 1965.
Posteriormente, realizó algunos largometrajes más bien discretos hasta 1968, cuando se dedicó a otra actividad. Solo en 1990, apareció en una parodia de James Bond, junto al hermano de Sean, Neil Connery, en Operación 000. 
Bianchi se retiró totalmente del celuloide en 1970 para casarse con un magnate naviero genovés llamado Alberto Cameli (1912-2018), con quien tiene un hijo.

## Filmografía
- En cas de malheur (1958) (uncredited) ... a.k.a. Love Is My Profession (USA)
- fr (1961) ... a.k.a. Midnight Folly
- it (1962) as Donatella ... a.k.a. Siempre en domingo (USA)
- La espada del Cid (1962) como Elvira ... a.k.a. The Sword of El Cid
- From Russia with Love (1963) como Tatiana Romanova.
- Dr. Kildare como Francesca Paolini (3 episodios, 1964)
- Le Tigre aime la chair fraiche (1964) como Mehlica Baskine ... a.k.a. Código: Tiger (USA)
- Slalom (1965) como Nadia ... a.k.a. Snow Job (USA: TV title)
- L'ombrellone (1966) como Isabella Dominici ... a.k.a. Fin de semana estilo italiano
- Balearic Caper (1966) como Mercedes ... a.k.a. Operation Gold
- Special Mission Lady Chaplin (1966) como Lady Arabella Chaplin ... a.k.a. Operation Lady Chaplin
- Requiem para un agente segreto (1966) como Evelyn ... a.k.a. Requiem for a Secret Agent (USA)
- it (1967) como Anabella ... a.k.a. Tu turno de morir
- O.K. Connery (1967)como Maya Rafis ... a.k.a. Operación hermano (USA)
- Gran golpe contra las S.S. (1967) como Kristina von Keist ... a.k.a. Héroes brutales (USA)
- Scacco internazionale (1968) como Helen Harris ... a.k.a. The Last Chance (USA)
- it (2012) así misma ... a.k.a. We're Nothing Like James Bond